# Marc Joseph de Gratet Dubouchage
 (mars 2021).
Pour les articles homonymes, voir de Gratet du Bouchage.
Marc Joseph de Gratet, comte Dubouchage, ou du Bouchage, né le 18 septembre 1746 à Grenoble (province du Dauphiné), mort le 21 janvier 1829 à Valence (département de la Drôme), est un militaire de la Révolution française, du Premier Empire et de la Restauration.

## Biographie

### Jeunesse
Sa famille est issue de la noblesse dauphinoise. Son père Claude-François de Gratet du Bouchage est conseiller au parlement du Dauphiné.

### Carrière militaire et administrateur dans l'Ancien Régime
Capitaine dans le génie en 1771, Marc Joseph de Gratet devient procureur général syndic de la noblesse des états de Dauphiné de décembre 1788 à août 1790, aux assemblées de Vizille et Romans, époque de l’organisation de la province en département. Son frère François-Joseph est en 1792 le dernier ministre de la marine de Louis XVI.

### Bref exil pendant la Révolution puis retour dans l'administration préfectorale pendant le Consulat
Pendant la Révolution, Marc Joseph de Gratet quitte l'armée et se retire sur ses terres ; il émigre brièvement mais il apparaît au conseil de la préfecture de l'Isère sous son nom républicanisé « Dubouchage », le 9 germinal an VIII (30 mars 1800) ; au moment de l'Empire, il signe parfois DuBouchage. 
En ventôse an XI (mars 1803), il est nommé préfet du département des Alpes-Maritimes par le Premier consul, succédant  à Alexandre de Châteauneuf-Randon.

### Préfet sous le Premier Empire et la Restauration
Fait baron d'Empire en 1809[réf. nécessaire] et officier de la Légion d’honneur en 1820, Dubouchage est un excellent administrateur aux dires de ses contemporains. C'est pendant son exercice que la route de la Grande Corniche (de « Paris à Rome ») est tracée : il utilise ses anciennes compétences dans le génie pour formuler des avis ; pour les autres projets dont il formule le souhait, il n'est pas suivi ou très laborieusement par l'État (percement du tunnel de Tende, nombreux chemins à rendre carrossables dans l'arrière-pays). Selon ses attributions, il participe à la désignation des maires des communes du département, il écarte notamment Romey, le maire de Nice, avec lequel la coopération est mauvaise. Il a aussi la sagesse de conserver auprès de lui des hommes sérieux et estimés, Benoît Bunico (oncle d’un autre Benoît Bunico 1801-1863), secrétaire général et Jean-Baptiste Sauvaigo (ou Sauvaigue), conseiller de préfecture. Malgré les difficultés des dernières années de l’Empire dans les Alpes-Maritimes, il sait se faire aimer des Niçois puisque, le 5 mai 1814 peu avant son départ, la municipalité de Nice décide de frapper une médaille en son honneur. Le 18 mai suivant, il transmet ses pouvoirs à l’intendant général Fighiéra, dans le cadre de la restauration sarde. L'année suivante, il devient préfet de la Drôme : à compter du 14 juillet 1815 et jusqu'au 1er janvier 1823. Dès le lendemain, le 2 janvier, quittant sa dernière fonction publique active à plus de 76 ans, il est nommé conseiller d’État, ce qui le fait bénéficier d'une pension de six mille francs. Il meurt six ans plus tard à Valence le 21 avril 1829.

### Descendance
De son mariage, il a quatre enfants : Antoine-Louis-Joseph-Flodard de Gratet du Bouchage, capitaine en second dans les lanciers de la garde ; François-Louis-Gustave de Gratet du Bouchage, sous-préfet à Castelnaudary ; Éléonore-Julie de Gratet du Bouchage, épouse du comte Armand de Reynaud de Villevert ; Albine de Gratet du Bouchage, tous domiciliés à Grenoble en 1829.

## Hommages

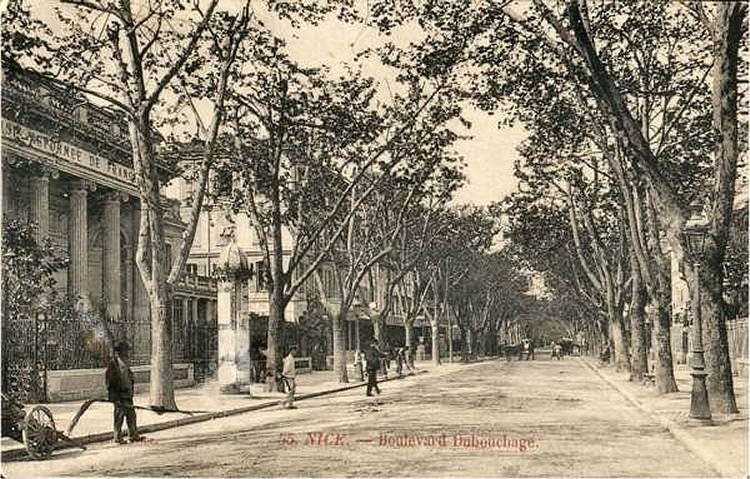
Le boulevard Dubouchage à Nice vers 1910.

À Nice, le boulevard Dubouchage, situé dans le quartier Carabacel, perpétue le souvenir de son ancien préfet.

## Distinctions
- Chevalier de la Légion d'honneur, 17 messidor an XII (6 juillet 1804).
- Officier de la Légion d'honneur, le 10 mai 1820.